# Paul Appell
Paul Appell   (Estrasburg, 27 de setembre de 1855 - 6è districte de París, 24 d'octubre de 1930) va ser un matemàtic francès, professor, degà de ciències i rector de la Universitat de París.

## Vida i Obra
Appell, de família alsaciana, es va traslladar a Nancy als setze anys amb la seva família, quan Alsàcia va passar a estar sota domini germànic després de la guerra francoprussiana. El seu germà Charles, que roman a Alsàcia, va ser empresonat anys després per activitats antigermàniques. A Nancy va establir una forta amistat amb Henri Poincaré. El 1873 obté el segon i el tercer lloc, respectivament, en els exàmens d'ingrés a l'École Normale Supérieure i a l'École polytechnique. Estudia de 1873 a 1876 a l'École Normale Supérieure i obté el doctorat el 1877.
De 1879 a 1881 va ser professor de mecànica racional a la universitat de Dijon. A partir de 1881 va estar vinculat a la universitat de París en la qual va ser successivament professor de matemàtiques (1881-1883), d'astronomia i mecànica celeste (1882-1883), de mecànica racional (1883-1902), degà de la Facultat de Ciències (1902-1920) i rector de la universitat fins que es va retirar el 1925.
La seva prolífica obra versa sobre tot en l'aplicació de l'anàlisi a la geometria i la mecànica. Va investigar especialment l'equilibri de les figures i el moviment dels fluids líquids en revolució.
Appell va tenir un fort compromís a favor del capità en l'Afer Dreyfus.